# Véletlen bolyongás

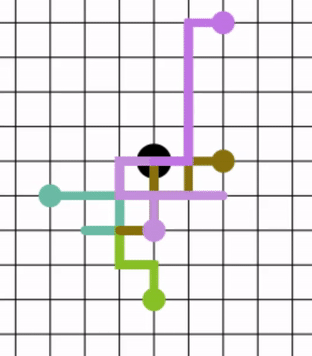
Öt nyolclépéses véletlenszerű séta egy központi pontból. Egyes útvonalak nyolc lépésnél rövidebbnek tűnnek, ahol az útvonal átfed önmagával (videóváltozat)

A matematikában a véletlen bolyongás egy sztochasztikus folyamat, amely egy olyan utat ír le valamilyen matematikai halmazon, például az egész számokon, ami véletlenszerű lépésekből áll.
A véletlen bolyongás elemi példája a véletlenszerű séta az egész számok {\displaystyle \mathbb {Z} } halmazán, amely 0-val kezdődik, és minden lépésnél egyenlő valószínűséggel +1 vagy −1 lépést tesz. További példák közé tartozik a molekula nyomvonala, miközben folyadékban vagy gázban halad (lásd a Brown-mozgást), a táplálékot kereső állat keresési útvonala, az ingadozó készletek árai és a szerencsejátékos pénzügyi helyzete: mindezt lehet modellezni véletlenszerű bolyongási modellek segítségével, még akkor is, ha a ezek a jelenségek valóságban nem feltétlenül véletlenszerűek.
Amint azt ezek a példák szemléltetik, a véletlen bolyongás alkalmazható a mérnöki tudományokban és számos tudományterületen, beleértve az ökológiát, a pszichológiát, a számítástechnikát, a fizikát, a kémiát, a biológiát, a közgazdaságtant és a szociológiát. A véletlen bolyongás megmagyarázza számos folyamat megfigyelt viselkedését ezeken a területeken, és így alapvető modellként szolgál a sztochasztikus folyamatok elméletében. Matematikaibb alkalmazásként a π értéke egy ágens alapú modellezési környezetben véletlen bolyongással közelíthető. A kifejezést (random walk) először Karl Pearson vezette be 1905-ben.

## Véletlenszerű séta rácson

### Egydimenziós véletlen bolyongás
A véletlen bolyongás elemi példája a véletlenszerű séta az egész számegyenesen ({\displaystyle \mathbb {Z} }) amely 0-val kezdődik, és minden lépésnél egyenlő valószínűséggel +1 vagy −1 lépést tesz.
Ezt a sétát a következőképpen szemléltethetjük. Egy jelölőt helyeznek a nullára a számegyenesen, és egy érmét dobnak fel. Ha a fejre esik, a jelölő egy egységgel jobbra kerül. Ha az írásra esik, a jelölő egy egységgel balra kerül. Öt dobás után a jelző a −5, −3, −1, 1, 3, 5 pontokon állhat. Öt dobással, három fejjel és két írással, tetszőleges sorrendben, az 1-esre kerül. 10 módja van, hogy az 1-es jöjjön ki (három fej és két írás dobásával), 10 módja a -1-re való kerülésnek (három írás és két fej dobásával), 5 módja a 3-asra kerülésnek (négy fej és egy írás dobásával) és így tovább. Az alábbi ábra szemlélteti a lehetséges kimeneteleket:

Minden lehetséges véletlen bolyongás eredménye egy érme ötszöri feldobása után

Véletlen bolyongás két dimenzióban (videóváltozat)

Véletlen bolyongás két dimenzióban 25 ezer lépéssel (videóváltozat)

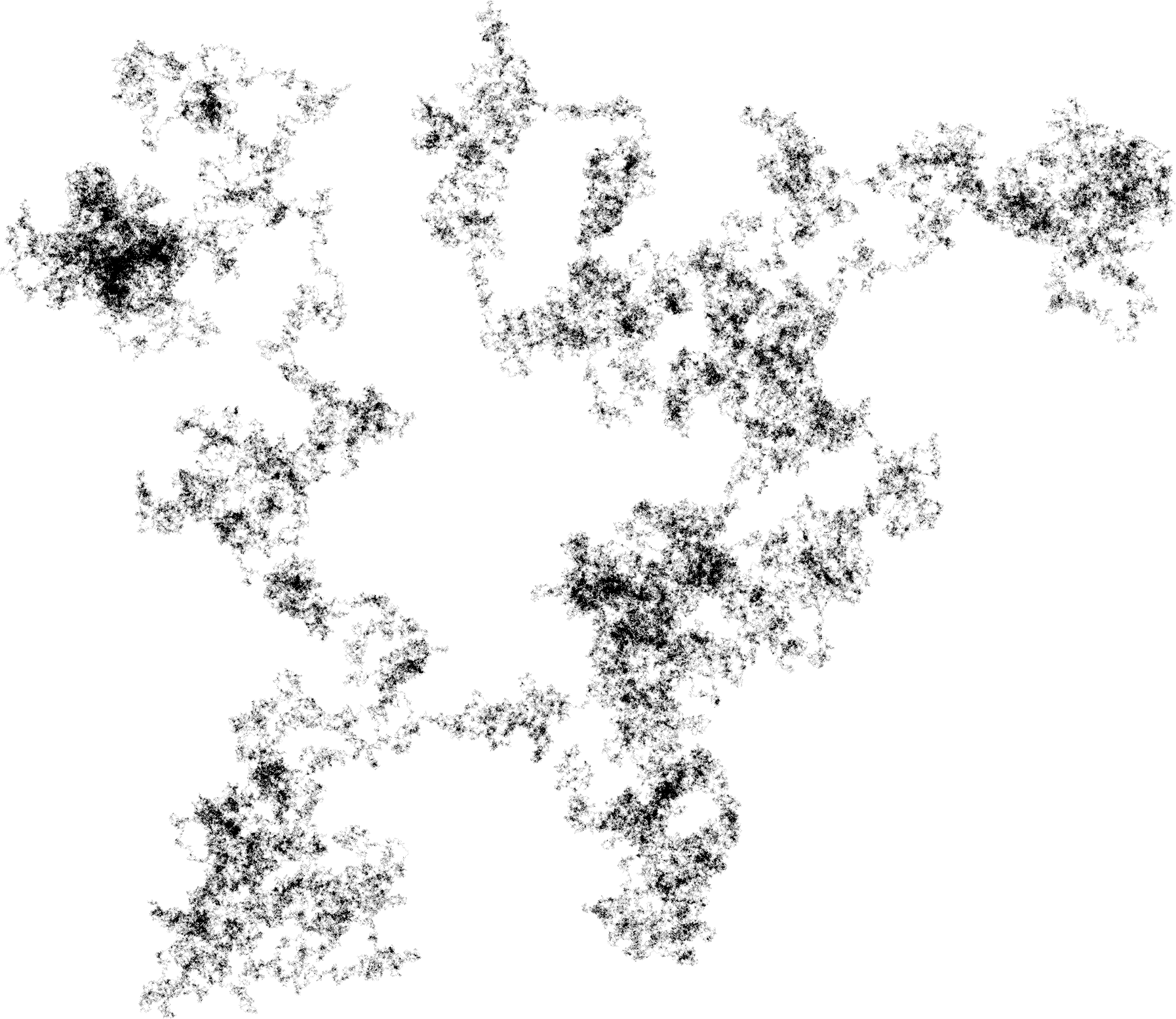
Véletlen bolyongás két dimenzióban kétmillió, még kisebb lépéssel. Ezt a képet úgy állítottuk elő, hogy a gyakrabban bejárt pontok sötétebbek legyenek. A határértékben nagyon kis lépéseknél Brown-mozgást kapunk

Ennek a bolyongásnak a formális meghatározásához vegyünk független valószínűségi változókat {\displaystyle Z_{1},Z_{2},\dots }, ahol minden változó 1 vagy −1, 50%-os valószínűséggel, és  legyen {\displaystyle S_{0}=0\,\!} és {\displaystyle S_{n}=\sum _{j=1}^{n}Z_{j}.} A  {\displaystyle \{S_{n}\}\,\!}  sorozatot egyszerű véletlen bolyongásnak hívják {\displaystyle \mathbb {Z} }-n. Ez a sorozat (a −1 és 1 sorozatának összege) megadja a nettó megtett távolságot, ha a bolyongás minden lépése egy hosszúságú. A várható érték {\displaystyle E(S_{n})\,\!} nulla. Vagyis az összes érmefeldobás átlaga nullához közelít, ahogy a feldobások száma növekszik. Ez a várható érték linearitásából következik:
{\displaystyle E(S_{n})=\sum _{j=1}^{n}E(Z_{j})=0.}
Hasonló számítás, a valószínűségi változók függetlenségét és azt a tényt felhasználva, hogy {\displaystyle E(Z_{n}^{2})=1}:
{\displaystyle E(S_{n}^{2})=\sum _{i=1}^{n}E(Z_{i}^{2})+2\sum _{1\leq i<j\leq n}E(Z_{i}Z_{j})=n.}
Ez arra utal, hogy {\displaystyle E(|S_{n}|)\,\!}, a várható teljes megtett távolság n lépés után {\displaystyle {\sqrt {n}}}  nagyságrendű. Valóban:
{\displaystyle \lim _{n\to \infty }{\frac {E(|S_{n}|)}{\sqrt {n}}}={\sqrt {\frac {2}{\pi }}}.}

### Több dimenzióban

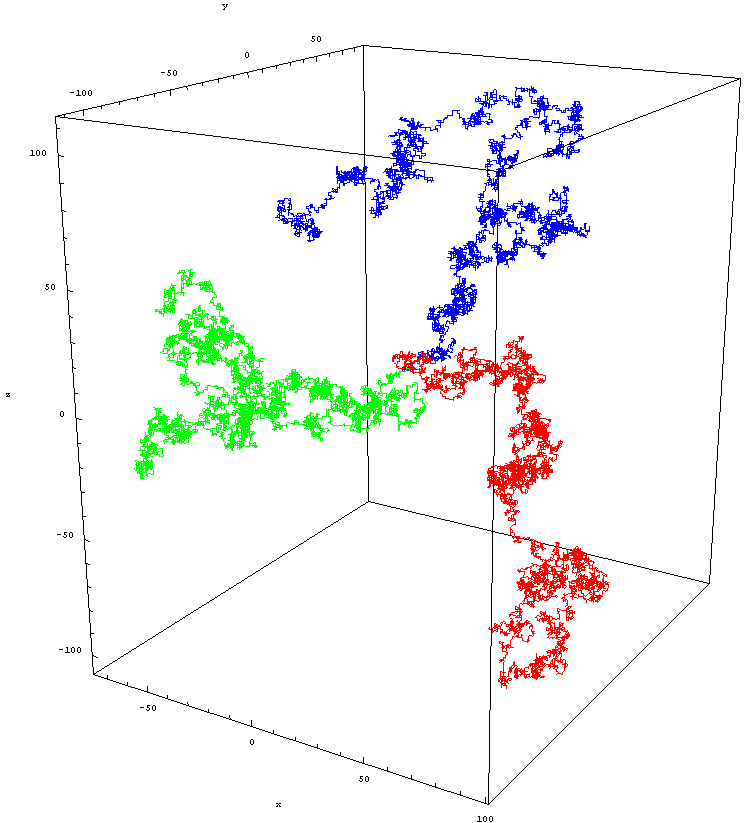
Három véletlen bolyongás három dimenzióban

Magasabb dimenziókban a véletlenszerűen besétált pontok halmaza érdekes geometriai tulajdonságokkal rendelkezik. Valójában egy diszkrét fraktált kapunk, vagyis egy olyan halmazt, amely sztochasztikus önhasonlóságot mutat. A véletlen bolyongás pályája a meglátogatott pontok összessége, amelyet halmaznak tekintünk, figyelmen kívül hagyva, hogy a bolyongás mikor érkezett a ponthoz.  Egy dimenzióban a pálya egyszerűen az összes pont a minimális és a maximális meglátogatott szám között.

### A Wiener-folyamattal való kapcsolata

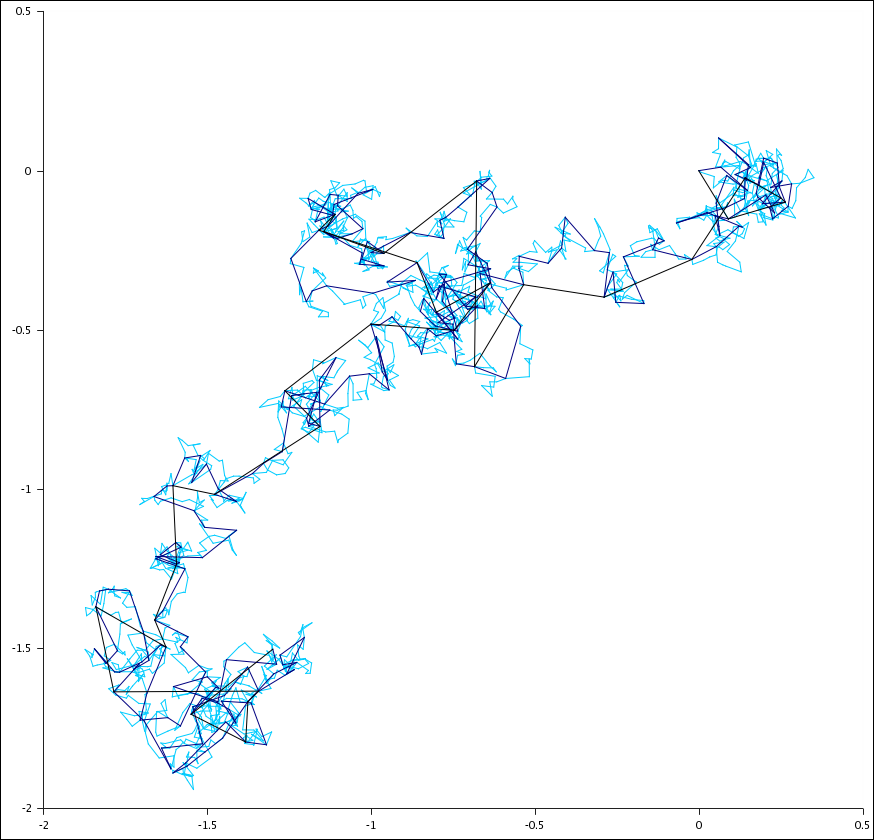
Szimulált lépések, amelyek két dimenzióban közelítenek egy Wiener-folyamatot

A Wiener-folyamat felé való konvergenciát a centrális határeloszlás-tétel és a Donsker-tétel szabályozza. Ismert rögzített helyzetben lévő részecskére t = 0 időben, a központi határérték tétel azt mondja, hogy a véletlenszerű séta nagyszámú független lépése után a sétáló pozíciója az alábbiak szerint oszlik el:
{\displaystyle \sigma ^{2}={\frac {t}{\delta t}}\,\varepsilon ^{2},}
ahol t az eltelt idő, {\displaystyle \varepsilon } a lépés nagysága, és {\displaystyle \delta t} két egymást követő lépések között eltelt idő.

## Gaussi véletlenszerű séta
A normál eloszlástól függően változó lépésmérettel rendelkező véletlenszerű bolyongás modellként használható valós idősoros adatokhoz, például a pénzügyi piacokon. Az opcióárak modellezésére szolgáló Black–Scholes-modell például egy Gauss-féle véletlen bolyongást használ alapfeltevésként.
A Gauss-féle véletlen bolyongás felfogható független és azonos eloszlású valószínűségi változók sorozatának összegeként, X i normál eloszlású valószínűségi változó 0 átlaggal és σ szórással:
Z = {\displaystyle \sum _{i=0}^{n}{X_{i}}},
két független normális eloszlású valószínűségi változó összegének eloszlása (X + Y), a következő:
{\displaystyle {\mathcal {N}}} (μ X + μ Y, σ 2 X + σ 2 Y) .
Esetünkben μ X = μ Y = 0 és σ 2 X = σ 2 Y = σ 2 vagyis
{\displaystyle {\mathcal {N}}} (0, 2σ 2)
Indukcióval n lépésre
Z ~ {\displaystyle {\mathcal {N}}} (0, n σ 2).
Bármilyen nulla átlagú és véges varianciájú (nem feltétlenül csak normál eloszlású) eloszlás esetén a lépéseknél a teljes megtett út négyzetes középértéke n lépés után
{\displaystyle {\sqrt {E|S_{n}^{2}|}}=\sigma {\sqrt {n}}.}

## Fordítás
- Ez a szócikk részben vagy egészben  a   Random walk című angol Wikipédia-szócikk ezen változatának fordításán alapul.  Az eredeti cikk szerkesztőit annak laptörténete sorolja fel. Ez a jelzés csupán a megfogalmazás eredetét és a szerzői jogokat jelzi, nem szolgál a cikkben szereplő információk forrásmegjelöléseként.